# Ледяное безмолвие
«Ледяное безмолвие», или «Холод Арктики» (англ. Arctic Blue) — художественный кинофильм режиссёра Питера Мастерсона в жанре боевика и триллера. США, Канада, 1993 год. Мировая премьера 21 октября 1994 года.
Теглайн: На Аляске, когда ночи становятся длиннее… люди сходят с ума.

## Сюжет
Защитник окружающей среды участвует в транспортировке обвинённого в убийстве Бена из отдалённого городка на Аляске властям. Бену удаётся бежать, а его приятели-охотники готовы помочь.
Бен Корбет, охотник, который восстаёт против современного мира. Подобно поколениям, жившим на Аляске, он живёт охотой и ловлей. Эрик Десмонд, молодой учёный, работающий в нефтяной компании, проводит исследования окружающей среды вокруг нефтепровода в Центральной Аляске.
Обстоятельства вынуждают Эрика сопровождать Корбата, подозреваемого в убийстве трёх браконьеров, в Фейрбанкс, где тому должны вынести приговор. В середине их путешествия их самолёт терпит крушение.
Двое людей вынуждены спуститься с вершины скалы, покрытой льдом. В эти страшные для них минуты они зависят друг от друга, но компаньоны Корбата намерены найти его до того, как Эрик сдаст его властям.

## В ролях
- Рутгер Хауэр — Бен Корбетт
- Дилан Уолш — Эрик Десмонд
- Риа Килстедт — Энн Мари
- Джон Катберт — Лемалль

## В интернет культуре
Звуковая дорожка из фильма в озвучивании Гаврилова, Андрея Юрьевича часто используется в мем-культуре коротких видео-роликов .